# À fleur d'eau (film, 1963)
Pour plus de détails, voir Fiche technique et Distribution.
À fleur d'eau (In wechselndem Gefälle) est un film suisse réalisé par Rob Gnant et Alexander J. Seiler, sorti en 1963.

## Synopsis
Ce film sans narration, tourné en Suisse, cherche à travers ses images et sa musique à rendre sensible l'eau.

## Fiche technique
- Titre : À fleur d'eau
- Titre original : In wechselndem Gefälle
- Réalisation : Rob Gnant et Alexander J. Seiler
- Scénario : Rob Gnant et Alexander J. Seiler
- Musique : Oskar Sala
- Photographie : Rob Gnant
- Montage : June Kovach et Alexander J. Seiler
- Société de production : Schweizer Verkehrszentrale et Seiler Gnant
- Pays :  Suisse
- Genre : Documentaire
- Durée : 12 minutes
- Dates de sortie : 
  -  France : mai 1963 (Festival de Cannes)

## Distinctions
Le film a reçu la Palme d'or du court métrage lors du Festival de Cannes 1963 ex aequo avec Le Haricot.